# Ga Lai Khê
Ga Lai Khê là một nhà ga xe lửa tại xã Lai Khê, huyện Kim Thành, tỉnh Hải Dương. Nhà ga là một điểm của đường sắt Hà Nội – Hải Phòng và nối với ga Tiền Trung với ga Phạm Xá. Ga này đã bị dỡ bỏ từ năm 2010.